# خالد الفالح
خالد الفالح (به عربی: خالد الفالح) (زاده ۱۹۶۰) کارآفرین و مدیر ارشد اجرایی عربستانی است، که در حال حاضر به‌عنوان وزیر نفت عربستان سعودی و رئیس هیئت مدیره شرکت سعودی آرامکو فعالیت می‌نماید. وی سابقه مدیرعاملی شرکت نفت فیلیپینی پترون را در کارنامه خود دارد. الفالح از بنیانگذاران دانشگاه علم و صنعت ملک عبدالله بشمار می‌آید و هم‌اکنون نیز از اعضای هیئت مدیره آن می‌باشد.